# Kulturstiftung Basel H. Geiger
Die Kulturstiftung Basel H. Geiger (KBH.G) ist eine 2018 gegründete gemeinnützige Stiftung mit Sitz in Basel (Schweiz), die sich 2020 mit der Ausstellung  „One month after being known in that island“ vorstellte. Die Stiftung veranstaltet Kunstausstellungen, deren Besuch kostenlos ist.

## Geschichte
Gegründet wurde die Stiftung 2018 von der Künstlerin und Philanthropin Sibylle Piermattei-Geiger (1930–2020), die sie nach ihrem Grossvater, dem Schweizer Pharmazeuten und GABA-Mitgründer Hermann Geiger (1870–1962), benannte. Der Wunsch der Stifterin war, Kunst- und Kultur einem breiten Publikum niederschwellig und  für die Besucher kostenlos zugänglich zu machen. Jährlich finden zwei bis drei thematisch wie künstlerisch eigenständige Ausstellungen statt; Eintritt und Katalog sind jeweils kostenlos.

## Ausstellungen
- 10. Januar – 27. April 2025: Home Is a Foreign Place - Einzelausstellung der Konzept- und Performancekünstlerin Sandra Knecht.[4]
- 30. August – 17. November 2024: Roots - by Michael Schindhelm. Der Einfluss des deutschen Künstlers Walter Spies auf die kulturelle Landschaft Balis.[5]
- 3. Mai – 21. Juli 2024: The End of Aging - by Micheal Schindhelm. Immersive Ausstellung zu sozialen, wirtschaftlichen und kulturellen Auswirkungen der Langlebigkeit.[6]
- 17. April – 31. Juli 2024: Arena für einen Baum in Venedig. Begehbare Kunstintervention von Klaus Littmann. Arsenal Nord, Venedig.[7]
- 1. Dezember 2023 – 11. Februar 2024: However We Saw the Same Star. Fotografien des koreanischen Künstlers und Fotografen Kim Jung-man (1954–2022).[8]
- 25. August – 29. Oktober 2023: Experimental Ecology - Kunst und Wissenschaft im Dialog. Eine transdisziplinäre Kollaboration von Künstlern und Wissenschaftlern im Bereich Ökologie. Kuratiert von Martina Huber, Gründerin WE ARE AIA und Gianni Jetzer, Direktor Kunstmuseum St. Gallen.[9]
- 12. Mai 2023 – 16. Juli 2023: Evaporating Suns – Zeitgenössische Mythen vom Arabischen Golf.  Internationale Gruppenausstellung, kuratiert von Munira Al Sayegh[10] in Zusammenarbeit mit Verena Formanek.[11]
- 8. Dezember 2022 – 12. Februar 2023: Of Corse – Photographs . Gruppenausstellung, kuratiert von Chantal Convertini.[12]
- 25. August 2022 – 6. November 2022: Transylvania’s Hidden Treasures . Sammlung Miklós von Bartha – Ausstellungsreihe «Basler Privatsammlungen».[13]
- 5. Mai 2022 – 10. Juli 2022: Sleeping with the Gods. Installation von Carlo Borer.[14]
- 9. September 2021 – 14. November 2021: Music – A Conversation Through Song Titles. Ausstellung des Künstlerduos Jahic/Roethlisberger. Vertretene Künstlerinnen und Künstler(Auswahl):Albert Oehlen, Judith Bernstein, Alicja Kwade, Richard Deacon, Jeppe Hein, Superflex, Ryan Gander, Roger Ballen, Pedro Reyes, Claudia Comte, Subodh Gupta, Erwin Wurm, Jonathan Monk, Silvia Bächli, Tobias Rehberger und Gregor Hildebrandt.[15]
- 11. Mai 2021 – 11. Juli 2021: Tree Connections. Themen-Ausstellung, kuratiert von Klaus Littmann. Vertretene Künstlerinnen und Künstler (Auswahl): Hans Arp, Günther Uecker, Stephan Balkenhol, Tony Gragg, Hermann Scherer, Christo und Jeanne-Claude, Meret Oppenheim, Joseph Beuys, Alexandre Calame, Christian Friedrich Gille.[16]
- 27. April 2021 – 24. Mai 2021: Arena für einen Baum. Begehbare Kunstintervention von Klaus Littmann, auf dem Basler Münsterplatz.[17]
- 10. Dezember 2020 – 7. Februar 2021: Pablo Picasso – Seine Plakate. Sammlung Werner Röthlisberger – Ausstellungsreihe «Basler Privatsammlungen».[18]
- 27. August 2020 – 15. November 2020: One month after being known in that island. Internationale Gruppenausstellung, in Zusammenarbeit mit der Caribbean Art Initiative (CAI).[19]

## Publikationen (Auswahl)
- Kulturstiftung Basel H. Geiger I KBH.G  (Hrsg.): Home Is a Foreign Place. Hatje Cantz, Berlin 2024, ISBN 978-3-7757-5933-5
- Kulturstiftung Basel H. Geiger I KBH.G  (Hrsg.): Roots - by Michael Schindhelm. KBH.G Basel 2024, ISBN 978-3-9525343-9-7
- Kulturstiftung Basel H. Geiger I KBH.G  (Hrsg.): The End of Aging - by Michael Schindhelm. KBH.G Basel 2024, ISBN 978-3-9525343-8-0
- Kulturstiftung Basel H. Geiger I KBH.G  (Hrsg.): However We Saw the Same Star. KBH.G, Basel 2023, ISBN 978-3-9525343-7-3.
- Kulturstiftung Basel H. Geiger I KBH.G  (Hrsg.): Evaporating Suns – Zeitgenössische Mythen vom Arabischen Golf. Hatje Cantz, Berlin 2023, ISBN 978-3-7757-5443-9.
- Kulturstiftung Basel H. Geiger I KBH.G  (Hrsg.): Music – A Conversation Through Song Titles. Bolo Publishing, Basel 2021, ISBN 978-3-9525343-2-8.
- Kulturstiftung Basel H. Geiger I KBH.G  (Hrsg.): Tree Connections. Hatje Cantz, Berlin 2021, ISBN 978-3-7757-5035-6.
- Kulturstiftung Basel H. Geiger I KBH.G  (Hrsg.): One month after being known in that island. Hatje Cantz, Berlin 2020, ISBN 978-3-7757-4770-7.